# 刘可为
刘可为（1964年4月—），湖南长沙人，中华人民共和国政治人物。北京航空航天大学社会科学系毕业，南京大学国际商学院工商管理硕士。1982年7月参加工作。曾长期在共青团中央任职。

## 生平

### 早年经历
1982年，刘可为自原湖南第一师范学校毕业；随即，被分配到长沙市修业学校任教。1984年，考入北京航空航天大学社会科学系，学习思想政治教育与行政管理专业。1987年12月加入中国共产党。1989年毕业后，进入共青团中央工作。

### 从政经历
在团中央，刘可为从普通科员做起，历任学校部副主任科员、副处长、处长，宣传部副部长；2002年，升任宣传部部长；2004年，晋升团中央常委。历经宋德福、李克强、周强、胡春华，四任团中央的负责人；前后工作近二十年。
此后，刘可为的仕途都随着胡春华职务的变迁而改变。2008年3月，时任团中央第一书记的胡春华出任河北省省长；6月，刘可为调任河北省省长助理、兼省政府研究室（省经济研究中心）主任；2009年11月，胡春华调任离河北省后，2010年5月，刘可为也离开河北省政府，出任中共衡水市委书记至2013年1月。2013年1月又调任广东省委副秘书长。2014年4月兼任广东省委办公厅主任，同年8月兼任广东省委改革办主任。2016年3月，调任宁夏回族自治区副主席。2023年1月当选为宁夏回族自治区政协副主席。